# Cungrea, Argeș
Cungrea este un sat în comuna Ciomăgești din județul Argeș, Muntenia, România.